# Здание Сената (Хельсинки)
Здание Сената (Дворец Правительства Финляндии; фин. Valtioneuvoston linna, швед. Statsrådsborgen) — административное здание Правительства Финляндии на Сенатской площади в центре Хельсинки.

## История
Строительство здания для Сената Финляндии началось в 1818 году. Сенат разместился во дворце в 1822 году. Крыло по Алексантеринкату было завершено в 1824 году, а крыло по Ритаринкату в 1828 году. На Халлитускату здание не было достроено, пока спустя несколько десятилетий не был построен корпус Сенатской типографии с внутренним двором в 1860 году. Крылья по Ритаринкату и Халлитускату впоследствии отремонтированы и перестроены. Здание приобрело свой нынешний облик между 1916 и 1917 годами.
Кроме Сената, в первые годы в здании находились также многие другие важные общественные учреждения, в том числе предшественник Банка Финляндии, почтовая дирекция, таможенный департамент и Национальный архив. Императорская Александровская аптека также располагалась в здании Сената, до того, как она переехала в здание на противоположной стороне Сенатской площади в 1832 году.
В 1904 году Эйген Шауман застрелил генерал-губернатора Финляндии Николая Ивановича Бобрикова на лестнице здания.

## Современное состояние
Сегодня в здании Сената располагаются резиденция премьер-министра, офис канцлера юстиции и большинство отделов Министерства финансов.